# 오메로 토뇬
오메로 토뇬(이탈리아어: Omero Tognon oˈmɛːro toɲˈɲon[*], 베네토어: [toˈɲoŋ]; 1924년 3월 3일 ~ 1990년 8월 23일)은 이탈리아의 전 축구 선수로, 현역 시절 중앙 미드필더로 활약했다. 그는 강인한 힘과 경기장에서의 올곧은 행동으로 회자되었고, 11년동안 밀란에서 활약하면서 경고를 받은 적이 없다.

## 구단 경력
파도바 출신인 토뇬은 중앙 미드필더로, 밀란에서 1940년대부터 1950년대까지 활약했다. 토뇬은 밀란에서 11시즌을 활약하며 335번의 경기에 출전해 잔니 리베라, 파올로 말디니, 프란코 바레시, 알레산드로 코스타쿠르타, 마우로 타소티, 닐스 리드홀름, 그리고 체사레 말디니에 이어 가장 많은 경기에 출전했다. 그는 카를로 안노바치와 중원을 함께 맡았다. 그는 밀란 소속으로 2번 리그를 우승했는데, 첫 우승을 거둔 1951년에는 38경기 중 37경기에 출전했고, 2번째 우승을 거둔 1955년에는 한 경기도 출전하지 못했다. 그는 1953년부터 1956년까지 밀란의 주장을 맡기도 했다. 그는 이후 포르데노네에서 1년을 보내다가 1957년에 현역에서 은퇴했다.

## 국가대표팀 경력
토뇬은 1950년 월드컵에 이탈리아 국가대표팀에 차출되었지만, 에밀리오 카프릴레, 주세페 카사리, 베니토 로렌치와 함께 한 경기도 출전하지 못했다. 그는 1954년 월드컵에도 참가해 중앙 수비를 맡았다. 스위스와의 2차전은 그가 "푸른 군단"(Azzurri) 소속으로 출전한 마지막 경기였다.

## 수상

### 선수
밀란
- 세리에 A: 1950–51, 1954–55
- 코파 라티나: 1951, 1956

### 감독
아레초
- 세리에 C: 1968–69

### 개인
- 밀란 명예의 전당[2]